# Valderrueda (León)
Valderrueda es un municipio y villa española de la provincia de León, en la comunidad autónoma de Castilla y León. Cuenta con una población de 821 habitantes (INE 2024).

## Geografía
Valderrueda se encuentra al noreste de la provincia de León. Pertenece al partido judicial de Cistierna y está situado a 78 kilómetros de la capital provincial. Limita por el norte con los municipios de Prioro, Boca de Huérgano y Crémenes, por el oeste con los municipios de Cistierna y Prado de la Guzpeña, por el este con la provincia de Palencia y dentro de esta con los municipios de Guardo y Velilla del Río Carrión, y por el sur con los municipios de Almanza y Cebanico.
Las oficinas del ayuntamiento y los principales servicios se encuentran en la localidad de Puente Almuhey.

## Demografía
Cuenta con una población de 821 habitantes (INE 2024).
| Gráfica de evolución demográfica de Valderrueda entre 1842 y 2021 |
| |
| Población de derecho según los censos de población del INE Población de hecho según los censos de población del INE Entre el censo de 1857 y el anterior disminuye el término del municipio porque independiza a Prioro Entre el censo de 1981 y el anterior crece el término del municipio porque incorpora a Renedo de Valdetuéjar y parte de Vega de Almanza |

Desde 1976 están incluidas las poblaciones de los antiguos municipios de Valderrueda y Renedo de Valdetuéjar, así como dos localidades del antiguo municipio de La Vega de Almanza. Fue en ese año cuando el municipio se fusionó con las localidades del Valle del Tuéjar y parte del Alto Cea bajo el nombre de Ayuntamiento de Valderrueda.

## Cultura

### Patrimonio
- Iglesia: es del siglo XVIII y cuenta con unos grandes soportales para abrigar la llegada del cura en invierno y soportar y aliviar el calor en verano. Como toda iglesia que se precie por estas tierras está colmada por un nido de cigüeñas, también posee un campanario típico y unas hermosas campanas las cuales son utilizadas durante el año en diferentes acontecimientos.
- Casa consistorial: es una casa de piedra restaurada recientemente en la cual se realizan diferentes tareas y posee oficinas, capilla, etc. Desde cualquier parte del pueblo se puede escuchar el sonido de su reloj. Posee una placa conmemorativa de 1986 cuando Valderrueda logró ser el pueblo más popular de la provincia de León por votaciones recibidas a radio-cadena León.
- Casa del cura: la casa rectoral es de la misma época que la iglesia (siglo XVIII) y está situada a varios metros de esta. Es un edificio sombrío y señorial en el cual destaca su carácter amurallado y sus jardines, en su tiempo utilizados para el cultivo, en ella se puede observar escudos originales propios de su época.
- Cuadra del toro: llamada así en la población; está situada detrás de la casa rectoral y aunque medianamente en ruinas representa la antigüedad del pueblo.
- Ermita de Vega: la ermita del barrio de Vega en donde se encuentra la Virgen de Vega. Es un edificio de una nave cuadrangular con bóvedas de medio cañón y arco con dobladura, en otros tiempos contaba con un pórtico donde se refugiaban nuestros antepasados, según cuenta la historia está edificada sobre un antiguo monasterio capuchino.
- Casa Villa: consta de varios arcos en su planta inferior y servía de escuelas además de otras actividades en el pasado y actualmente de sala de manualidades y almacén.

### Fiestas
Valderrueda celebra sus fiestas patronales en honor a El Salvador el día 6 de agosto y la romería de la Virgen de Vega el día 8 de septiembre.

## Administración local

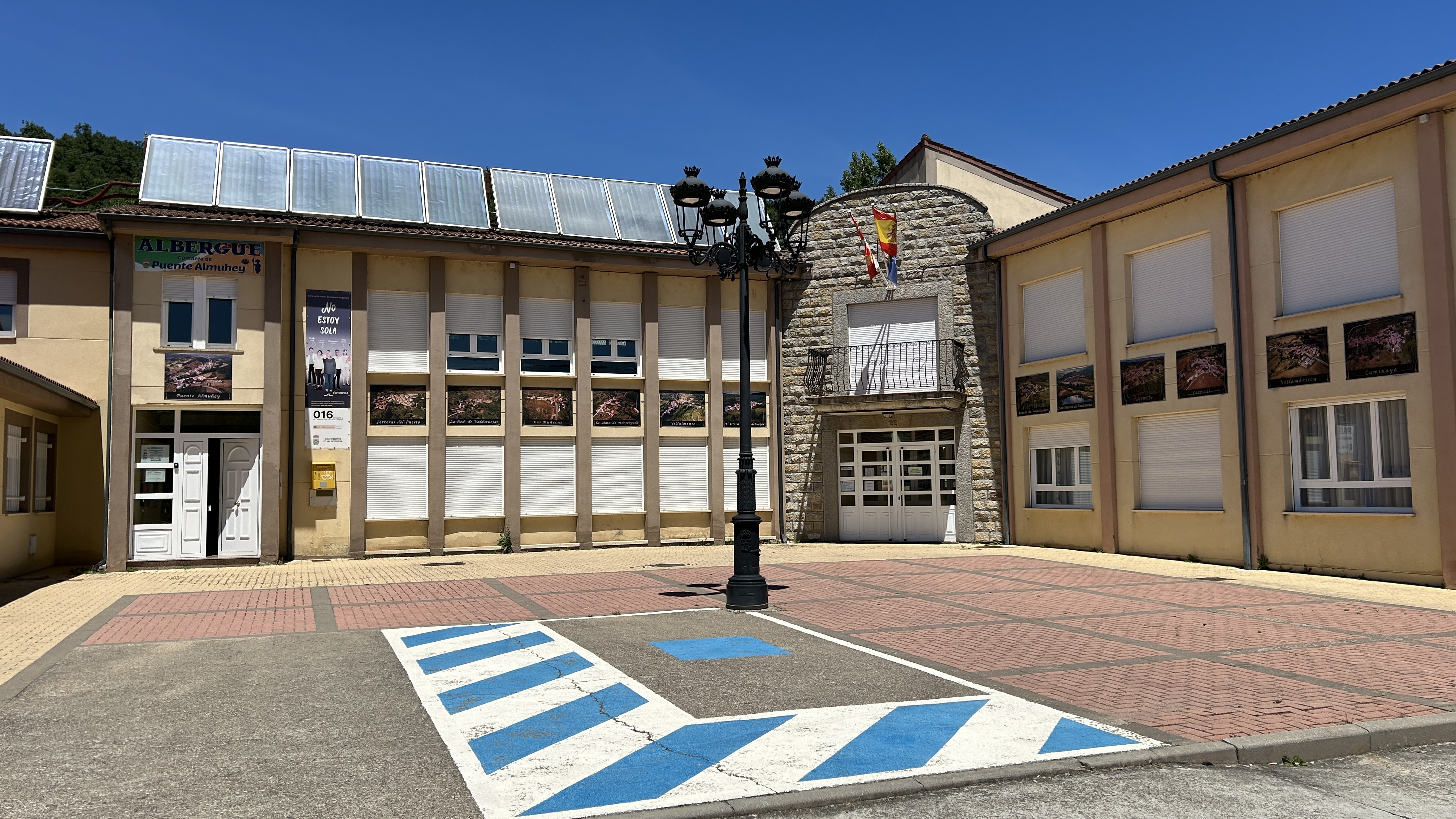
Ayuntamiento de Valderrueda en Puente Almuhey

| Periodo   | Nombre                       | Partido   |
| --------- | ---------------------------- | --------- |
| 1979-1983 | Rogelio Anta Franco          | UCD       |
| 1983-1987 | Isidoro Barrio Álvarez       | AP/PDP/UL |
| 1987-1991 | Juan José Mansilla Valbuena  | AP        |
| 1991-1995 | Isidoro Barrio Álvarez       |           |
| 1995-1999 | Esteban Cuesta Rodríguez     | PP        |
| 1999-2003 | José Antonio Rodrigo Aláez   | PSOE      |
| 2003-2007 | José Antonio Rodríguez Aláez | PSOE      |
| 2007-2011 | José Antonio Rodríguez Aláez | PSOE      |
| 2011-2015 | Isidoro Barrio Álvarez       | PP        |
| 2015-2019 | Miguel Ángel Fernández Arias |           |
| 2019-2023 | Esteban González Pablos      | PP        |
| 2023-act. | Esteban González Pablos      | PP        |